# Kristen Bording
Kristen Mortensen Bording (11. april 1876 i Kragelund – 26. september 1967 i København) var en dansk politiker (Socialdemokraterne) og mangeårig landbrugsminister. Med sine i alt 7852 dage som minister havde Bording i mange år rekorden som den dansker, der havde været minister i længst tid siden Systemskiftet - indtil rekorden blev slået af Venstremanden Bertel Haarder i 2016.

## Liv og karriere
Kr. M. Bording var født i Kragelund mellem Horsens og Vejle. Søn af gaardejer L. P. Kristensen, Bording. Valgt til Folketinget den 21. september 1920 i Ringkøbing Amt, Herning Opstillingskreds frem til folketingsvalget 28. oktober 1947. Landbrugsminister 1924-26, 1929-1945 og 1947-50. 